# 猛獅NL262
猛獅NL262（英語：MAN NL262）是由猛獅製造的一款NL系列單層巴士。

## 設計
NL262是德國猛獅製造的單層巴士，底盤採用該廠設計的A27型，是一款低地台巴士底盤。NL262的基本配置一如同期德國車廠開發的後置引擎巴士，引擎縱向臥置於車尾，所以NL262底盤的尾跨因而較長。由於引擎為臥置於車尾，大幅減少引擎室所須的高度，加上底盤的中段地台已漸漸升高，所以引擎能夠收藏於車尾地台的下方，最後一排座位能夠設於引擎室之上，更能善用車廂空間。這種佈局在德國的巴士甚為常見，早於1960年代後期開發的平治O305已經採用。雖然NL262的引擎採用臥置設計節省空間，但由於須要在車尾右側容納散熱水箱，所以車尾最後一排只能在靠左一側裝上三個座位。
NL262採用猛獅自家產製的D2866LUH-22型柴油引擎，容量11.97公升，引擎輸出馬力達到260匹，扭力達1050Nm。波箱可選用ZF或Voith的全自動波箱。

## 香港
除了城巴外，新大嶼山巴士及愉景灣巴士也有使用NL262，但前者的NL262/R全部都是來自城巴的二手車，而後者除了新購車外，也從城巴購入二手巴士。

### 城巴

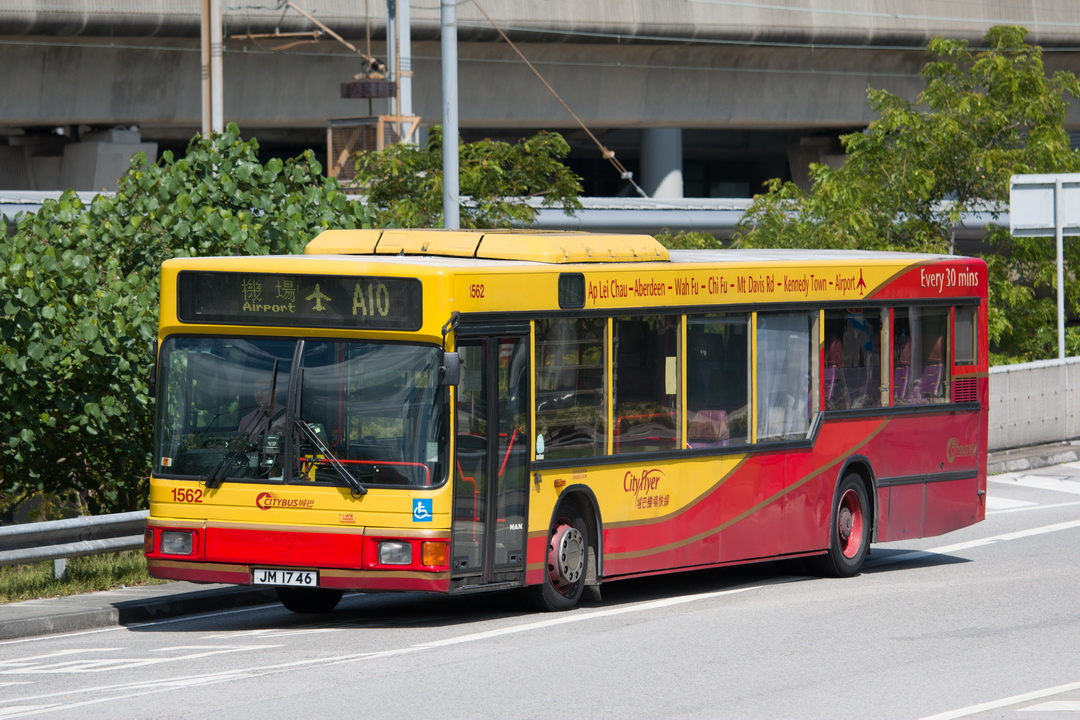
城巴機場快線版本的NL262

城巴於1998年決定購入80輛NL262，於1998年至2000年間運抵香港，獲分配車隊編號1501至1580。這批巴士基本上根據德國本土的規格設計，但因為是右駕版本，所以型號是NL262/R。全數NL262/R的底盤及車身組件都由德國MAN車廠製造，車身的組裝則由位於葡萄牙的Salvador Caetano車身裝配廠進行，這批NL262/R的空調系統也依照城巴要求，在車頂安裝由德國Sutrak提供的空調機。香港的NL262沒有採用德國本土常用的ZF波箱，而選用Voith供應的全自動波箱。由於香港獨特的巴士營運環境，香港的專利巴士公司偏好選購雙層巴士，NL262成為香港為數不多的大型單層巴士。由於NL262的引擎出力高達260匹，比當時不少雙層巴士如富豪奧林比安的245匹，以及不少中型單層巴士如丹尼士飛鏢的130／145匹或富豪B6的210匹還要高出不少，所以NL262巴士的起步及加速性能突出，爬坡上斜的能力亦因大馬力而相當出眾。城巴的NL262車廂採用香港不常見的配置，在前軸上方安裝有特寬的單人座位，但巴士擠逼時經常坐上兩個成年人，左右兩側都各一個特寬座位面向車頭前方，左側的更面向擋風玻璃而景觀特佳。
城巴的NL262主要分配到北角寶馬山、南區香港仔及中環的半山區路線，也會在假日及非繁忙時段行駛乘客量較低的過海隧道巴士路線，另有部分NL262加裝行李架後，曾經成為來往機場A10的主力用車，深圳灣西部通道啟用後，部分NL262也曾經行駛口岸路線。雖然NL262整體表現良好，但由於香港專利巴士的18年車齡限制，所以城巴從2011年開始分批訂購青年尼奧普蘭都市航線單層巴士，以及新引進的亞歷山大丹尼士Enviro 400雙層巴士逐漸取代NL262。到2016年，NL262已經全數撤出城巴專利巴士路線，部分NL262被移交到城巴的非專利部繼續服務。隨著政府資助更換歐盟二期商業車輛的計劃，歐盟二期柴油商業車於2018年起不能再續牌，兩車已於2018年12月中因牌照到期關係先後退役。

### 新大嶼山巴士

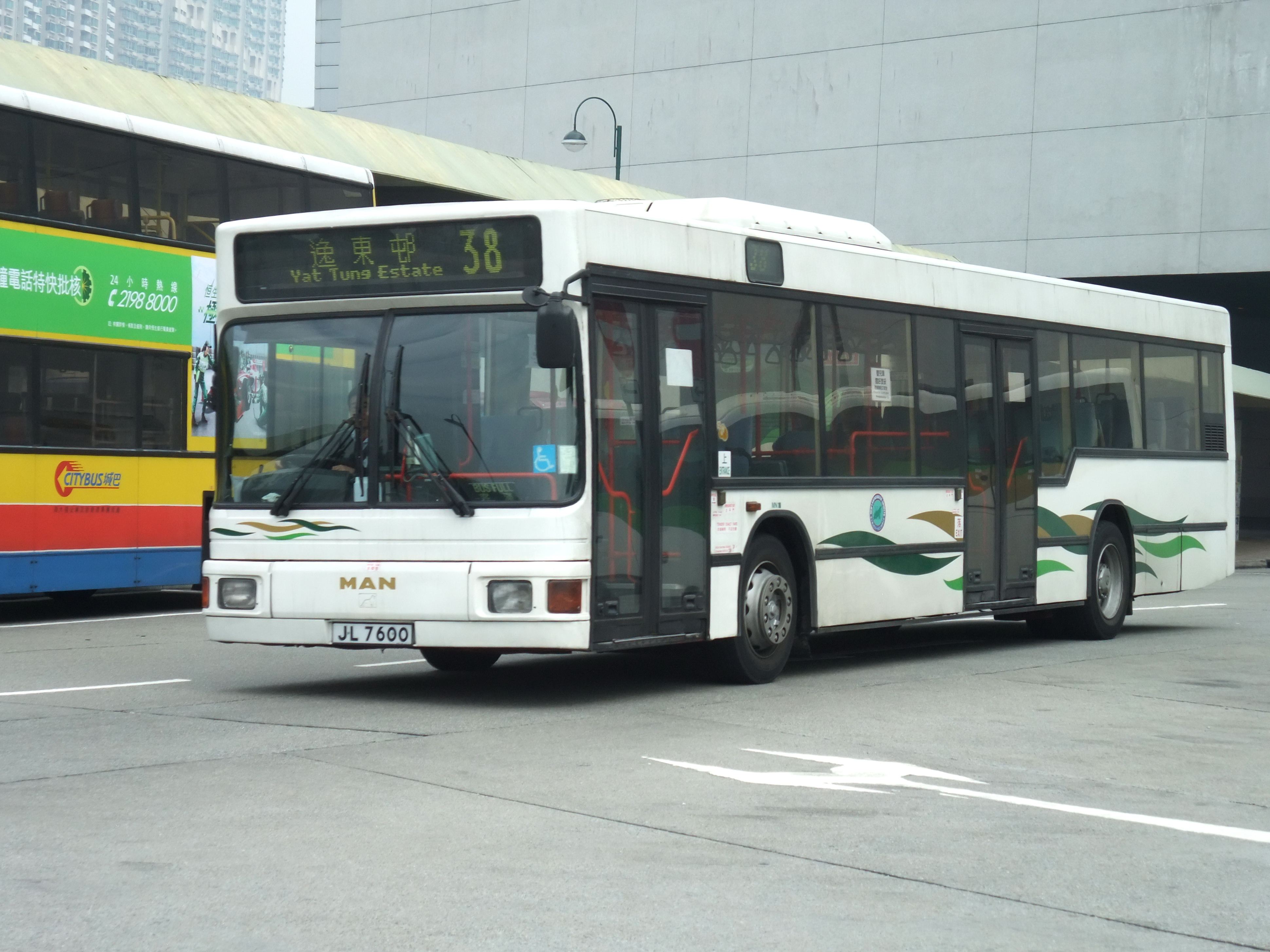
新大嶼山巴士於2004年向城巴購入的NL262

新大嶼山巴士於2004年6月購入五輛原屬於城巴的NL262/R，主要服務於東涌的區內路線，也曾用於西部通道的口岸路線，隨著這些路線客量增加，新大嶼山巴士已經引入雙層巴士取代NL262/R單層巴士，這批二手NL262/R已於2013年全數退役。

### 愉景灣巴士

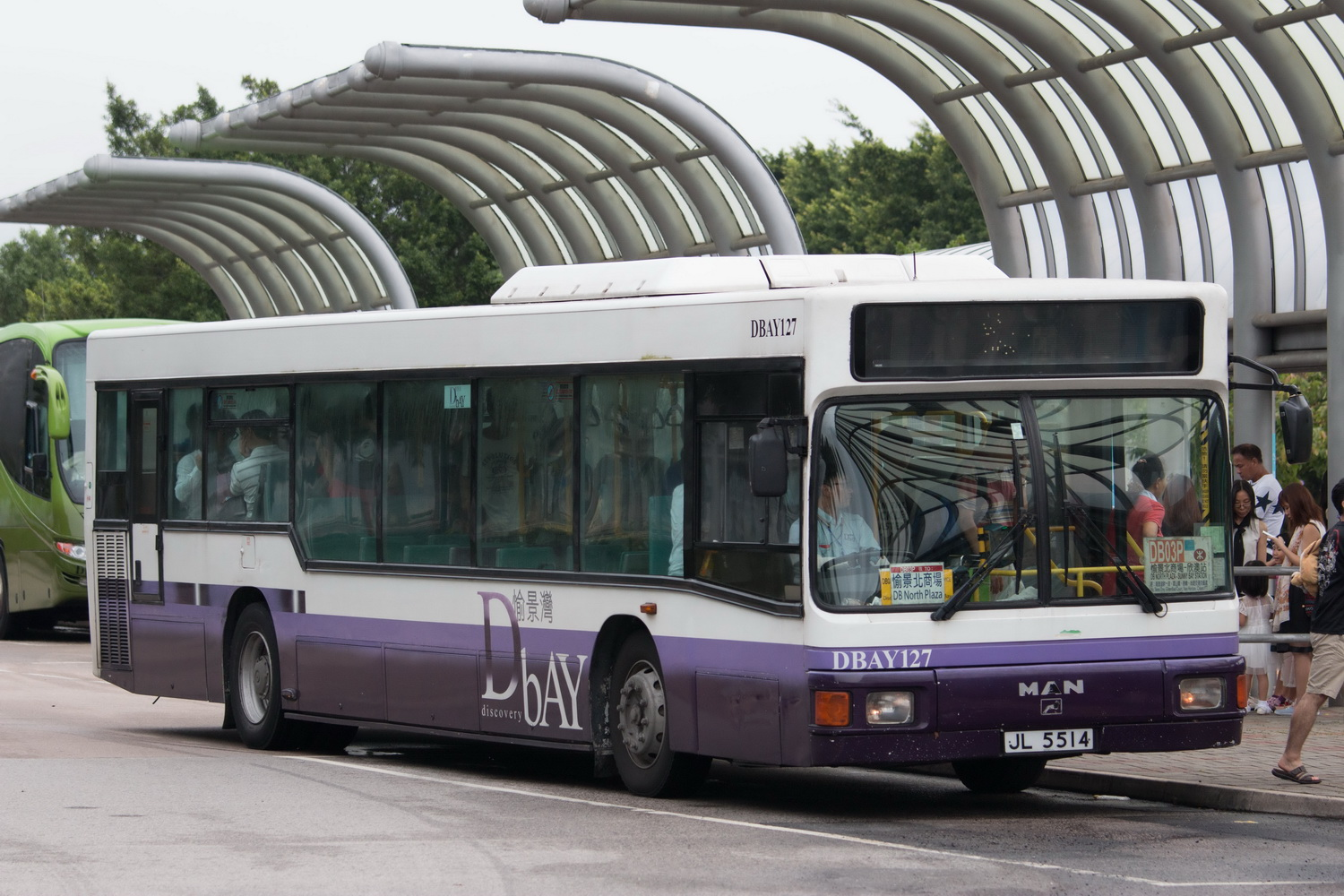
愉景灣巴士的NL262

愉景灣巴士於2000年購入5輛全新製造的NL262/R，後來又於2005年向城巴購入5輛二手同型巴士，這些NL262/R都被用於愉景灣來往東涌及欣澳的對外路線。隨著愉景灣居民對來往欣澳站的DB03R線需求日增，單層巴士已經不足應付，因此愉景灣巴士於2015年引入雙層巴士行駛該線，NL262/R因為車齡已高(加上配合政府推行強制淘汰歐盟4期以前柴油商業車輛計劃)，已於2017年全數退役。

### 同廠車型
- MAN Lion's City
- 猛獅NL263

### 主要競爭車型
- Neoplan Centroliner
- 丹尼士飛鏢巴士
- 丹尼士長矛巴士
- 富豪B6
- 富豪B7RLE

## 外部連結
- 香港巴士及鐵路資料中心：巴士車型介紹．城巴篇 - 猛獅空調十一點七米 （页面存档备份，存于）
- 香港巴士及鐵路資料中心：巴士車型介紹．嶼巴篇 - 猛獅 NL262 型空調十一點七米 （页面存档备份，存于）
- 香港巴士及鐵路資料中心：巴士車型介紹．愉景灣篇 - 猛獅 NL262 型空調十一點七米 （页面存档备份，存于）
- 香港大典上的相关条目：猛獅NL262（繁體中文）